# Olympische Jugend-Winterspiele 2012/Teilnehmer (Indien)
| Gelbes Symbol für Goldmedaillen mit stilisierten Olympischen Ringen | Graues Symbol für Silbermedaillen mit stilisierten Olympischen Ringen | Braundes Symbol für Bronzemedaillen mit stilisierten Olympischen Ringen |
| ------------------------------------------------------------------- | --------------------------------------------------------------------- | ----------------------------------------------------------------------- |
| —                                                                   | —                                                                     | —                                                                       |

Indien nahm an den Olympischen Jugend-Winterspielen 2012 in Innsbruck mit einer Athletin in einer Sportarten teil.

## Sportarten

### Ski Alpin
| Athleten       | Wettbewerb   | Durchgang 1 | Durchgang 2 | Gesamt      | Gesamt |
| Athleten       | Wettbewerb   | Zeit        | Zeit        | Zeit        | Rang   |
| -------------- | ------------ | ----------- | ----------- | ----------- | ------ |
| Mädchen        |              |             |             |             |        |
| Aanchal Thakur | Riesenslalom | 1:23,83 min | 1:24,88 min | 2:48,71 min | 43     |
| Aanchal Thakur | Slalom       | 1:06,70 min | 1:02,76 min | 2:09,46 min | 27     |